# Hochstetten-Dhaun
Hochstetten-Dhaun es un municipio situado en la región de Renania-Palatinado, Alemania.

## Geografía
El municipio se encuentra situado en el valle del río Nahe, entre las regiones de Hunsrück en el Norte y la de Palatinado en el Sur.

## Lugares de interés
El Castillo de Dhaun, situado sobre una colina, fue mencionado por primera vez en el siglo XII. Después de varios cambios de propietario entre los siglo XV y XVI el castillo fue ampliado y fortalecido, incluyéndole una barbacana en la parte superior del mismo. A partir del siglo XVIII el castillo fue perdiendo protagonismo y se fue deteriorando, aunque en 1850, con la compra del castillo por parte de un médico, éste fue recuperando poco a poco su esplendor. Hoy en día está en parte recuperado, habiendo aún partes totalmente en ruinas.

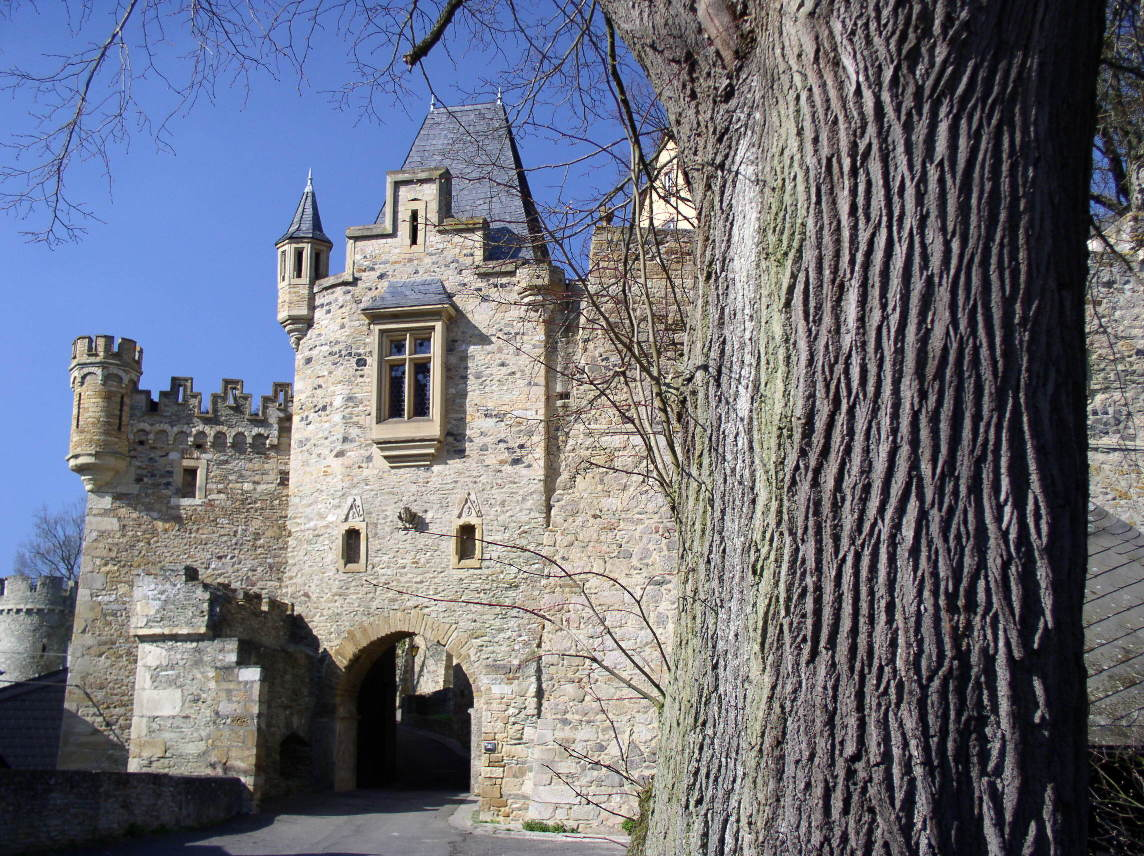
Entrada al Castillo
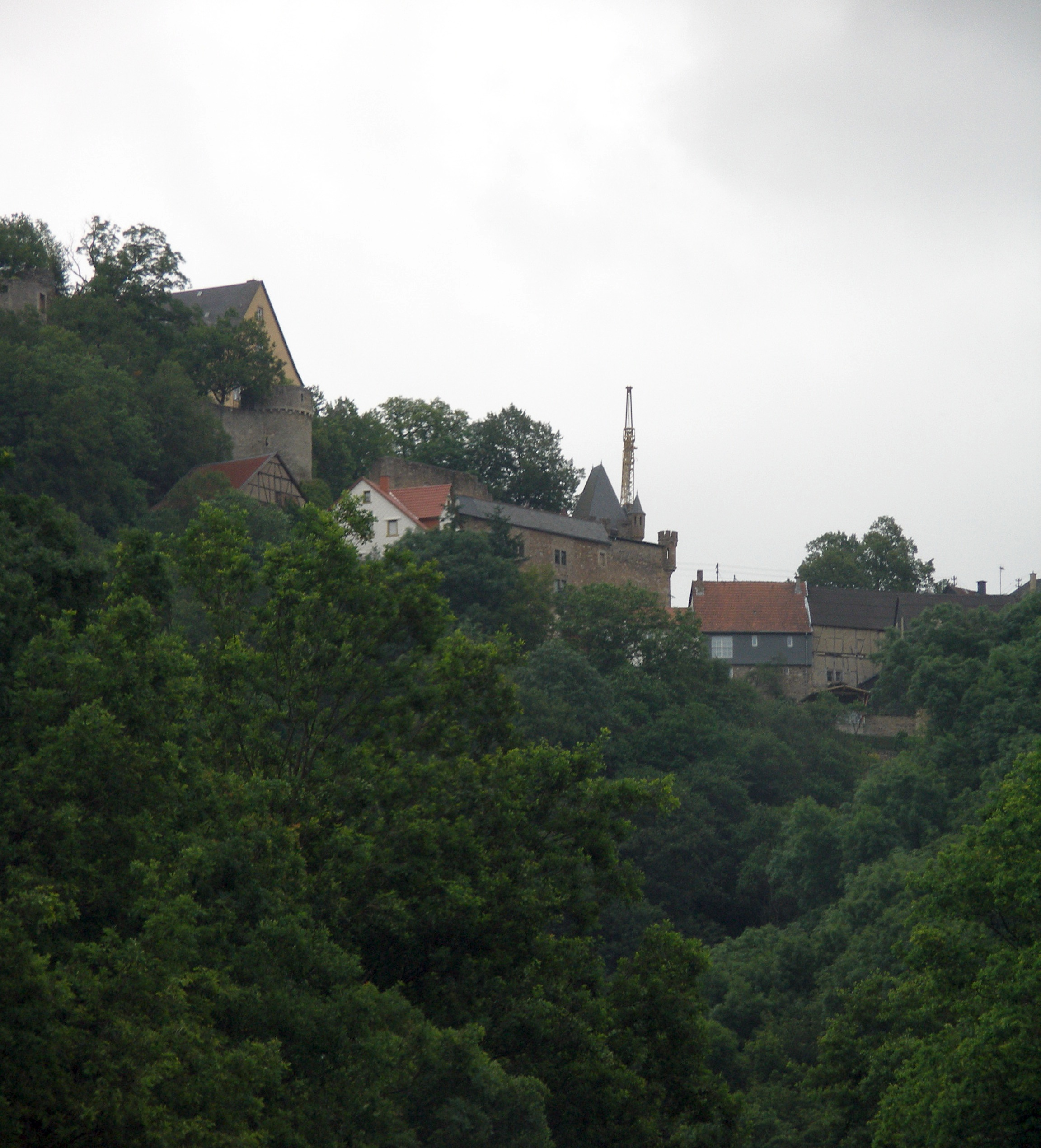
Vistas del Castillo en la montaña